# Георги Добрентов
Георги Илиев Димитров с псевдоним Георги Добрентов е български журналист и писател-сатирик.

## Биография
Роден е на 17 юли 1923 година в Русе, Царство България. Потомък е на фамилията Чипови от леринското село Пътеле. Завършва в 1951 година правни и държавни науки в Юридическия факултет на Софийския университет. Работи като редактор на списание „БТА - Паралели“, а до пенсионирането си в 1983 година работи като заместник-главен редактор на Редакция „Информация за чужбина“ в Българската телеграфна агенция.
Добрентов публикува публицистика и сатира в множество ежедневни вестници и периодични списания. Участва в много сборници с хумористични и сатирични разкази. Автор е на книгите „Вълшебното килимче“ (хумористични разкази, Библиотека „Стършел“, София, 1961 г.), „Фалшиви диаманти“ (хумористични разкази, 1967 г.), „Веселият роджър“ (сатиричен приключенски роман, Издателство „Народна младеж“, 1972 г.) и „Червеното пясъчно въже“ (сатирична криминална повест, Издателство „Христо Г. Данов“, Пловдив, 1975 г.). Член е на Съюза на българските журналисти.
Умира на 21 ноември 1985 година в София.